# مايك ماكغي (كرة سلة)
مايك ماكغي (بالإنجليزية: Mike McGee)‏ مواليد 29 يوليو 1959 في تايلر، هو لاعب كرة سلة محترف أمريكي سابق بدأ مسيرته الاحترافية في سنة 1981 حيث تم اختياره من قبل فريق لوس أنجلوس ليكرز خلال الدرافت، وحمل الرقم 40 و25 و22. يبلغ طوله 6 قدم 5 بوصة (2.0 م). اعتزل اللعب في 1992.

## فرق لعب لها
- لوس أنجلوس ليكرز
- أتلانتا هوكس
- سكرامنتو كينغز
- بروكلين نتس
- فينيكس صنز

## روابط خارجية
- مايك ماكغي على موقع إن بي أي (الإنجليزية)
- مايك ماكغي على موقع سبورتس رفرنس (الإنجليزية)
- مايك ماكغي على موقع كلية كرة السلة في سبورتس رفرنس.كوم (الإنجليزية)
- مايك ماكغي على موقع ريلجم (الإنجليزية)
- مايك ماكغي على موقع بروبوليرز (الإنجليزية)